# شهرستان هشوی
شهرستان هشوی (به لاتین: Heshui County) یک منطقهٔ مسکونی در چین است که در کینگیانگ واقع شده‌است.